# Elias Breeskin
Elias Breeskin (en ruso: Элиас Бреескин; en ucraniano: Еліас Бреескін; Yekaterinoslav, 1896-Ciudad de México, 9 de mayo de 1969) fue un violinista, compositor y director de orquesta judío ruso.

## Primeros años
Elias nació el 25 de octubre de 1895 en Yekaterinoslav (ahora Dnipró), en la gobernación de Yekaterinoslav del Imperio ruso, ahora parte de Ucrania.
Elías era el menor de tres hermanos. Sus hermanos gemelos mayores eran unos diez años mayores que él y fueron identificados como posibles músicos clásicos. Cuenta la historia que Boris y Daniel, a la edad de 19 años, se fueron a las montañas del Cáucaso a tocar un violín. Boris salió corriendo al aire libre sin su abrigo, contrajo una neumonía y murió. Elías quedó profundamente afectado por la muerte de su hermano. Olga, la madre de Elías, se dio cuenta de que él también tenía talento musical y puso su fuerte voluntad en brindarle la mejor educación musical que se podía obtener en Rusia en ese momento.
Las referencias de Elias a su madre siempre fueron de naturaleza curiosa. Se refirió a ella con una mezcla de emociones, entre ellas un fuerte amor, miedo, admiración y asombro, todas presentes en su rostro. El padre de Elías era un hombre tranquilo y querido que había aprendido, apropiadamente, a no enfadar con su indomable esposa, que pesaba aproximadamente 200 libras y era bastante musculosa.

## Primeros éxitos
En 1903, poco después del séptimo cumpleaños de Elías, su madre lo entregó a un violinista profesional en el Conservatorio local de Cracovia, Polonia, para que le diera lecciones. A la edad de 8, tocó la obra de Bach Concierto para violín en Mi mayor, y fue una sensación. Durante los siguientes dos años, realizó una gira por Ucrania y el oeste de Rusia, donde también fue instruido por Leopold Auer, músico personal del Zar. El joven Elias se encontró con respuestas abrumadoras a su forma de tocar el violín. Fue aclamado como uno de los niños prodigios más grandes de la historia.
La familia abandonó Rusia debido a la masacre judía. Llegaron a Estados Unidos y se establecieron en Washington D. C. donde ya tenían parientes establecidos. Antes de dejar Rusia, Elias en 1906 tocó para Franz Joseph, emperador de Austria-Hungría, con tremendo éxito. La tradición familiar dice que el emperador le dio un anillo enorme, con tres rubíes, directamente de su dedo.

## En los Estados Unidos
Cuando la familia llegó a Estados Unidos, Olga buscó financiación para la carrera musical de su hijo. Se instaló frente a la Casa Blanca y pidió ver a Edith Roosevelt, aunque los guardias la ignoraron. Regresó a la puerta principal día tras día, hasta que la señora Roosevelt pidió información sobre "la dama babushka". Olga le contó a la primera dama sobre Elías y le preguntó si ella y sus amigos podían patrocinar su educación musical. Después de escucharlo tocar, la señora Roosevelt accedió a hacerlo y reunió a un grupo de personas, incluido Frank Damrosch, quien patrocinó la educación de Elias en la Juilliard School en ese momento llamado Instituto de Artes Musicales.
A principios del siglo XX, el mejor instructor de violín de Estados Unidos era Franz Kneisel. El maestro Kneisel tomó a Elias como alumno y tuvo una enorme influencia en su carrera posterior. Después de nueve años en Juilliard, Elias ganó el premio Loeb en 1915. Una parte de este premio fue un concierto en el Carnegie Hall, que fue muy bien recibido; los críticos de los periódicos del día siguiente destacaron la calidez y pureza de su tono, sus habilidades técnicas y la sinceridad y refinamiento de su interpretación.
Un comerciante adinerado  Edward Schafer, miembro de la Bolsa de Valores de Nueva York, le dio a Elias un Rougemont Stradivarius con un lazo Tourte como regalo. Schafer había comprado originalmente el violín de la Rudolph Wurlitzer Company, de 113 West Fortieth Street, por $16,000 junto con el arco por $850. Elías y el violín fueron inseparables durante los siguientes diez años. Cuando el mercado de valores colapsó en 1929, Elías le devolvió el violín a su benefactor para que lo ayudara a pagar sus deudas.
En 1917, Elias se convirtió en miembro de la Sinfónica de Nueva York con Walter Damrosch. Otros miembros de la orquesta incluían a las futuras superestrellas Mischa Elman, Pablo Casals y Joseph Hoffman. Elias recibió excelentes críticas por su actuación en el Aeolian Hall en febrero de 1918. Elias ganó un lugar como acompañante de Enrico Caruso para su gira en 1918. Ese año hizo grabaciones para Brunswick Records, la primera de las cuales apareció en un raro tema de corte vertical en Canadá. Regresó al Carnegie Hall nuevamente en abril de 1919 y se destacó por su estilo vigoroso.

## Primeros problemas de salud
En 1919, Elias conoció a Adelyn Dohme, la hija de uno de los hombres más ricos del país, el propietario de Dohme Chemical Company, que se convirtió en Sharp and Dohme Pharmaceuticals, y en 1953 Merck & Co. La familia de Adelyn se opuso mucho a su matrimonio, que tuvo lugar en junio de 1920. Juntos tuvieron tres hijas, Jean Dorothy y Gloria.
Alrededor de la época de este matrimonio, Elías se volvió patológicamente adicto al juego. Esta enfermedad lo atormentaría con terribles consecuencias tanto para él como para su familia por el resto de su vida.

## Como director
Elias y Adelyn se establecieron y él se convirtió en concertino de la Orquesta del Teatro Capitol de Nueva York. En 1925, se convirtió en el director de la Orquesta Sinfónica de Minneapolis. Debido a las deudas de juego, tuvo que dejar Minneapolis y terminó restableciendo la Orquesta Sinfónica de Pittsburgh en 1927. Después de dos años allí, Elias continuó acumulando enormes deudas de juego, y el padre de Adelyn logró que su hija aceptara poner fin al matrimonio, lo que también puso fin a la carrera de Elias en Pittsburgh. Adelyn más tarde se convertiría en directora del Museo de Arte de Baltimore.

## Como compositor
Cuando Elias regresó en desgracia a Nueva York, compuso Cosmópolis, una pieza descriptiva que se parece un poco a Las fuentes de Roma de Ottorino Respighi. En ese momento, Elías se encontraba en la unidad de cuidados intensivos de un hospital, después de haber sufrido una ruptura del apéndice. La peritonitis había comenzado y no se esperaba que viviera. Después de una considerable intervención médica, se le salvó la vida y debía ser dado de alta del hospital. Se despidió de todos, incluida Anna, la ordenanza de enfermeras de la sala; le preguntó en su forma típicamente dramática: "¿Cómo puedo agradecerte que me hayas devuelto la vida?" Anna lo miró directamente a los ojos y dijo: "Puedes casarte conmigo". Cuando Elías le contó esta historia a su hijo John, la noche antes del matrimonio de John, extendió la mano sobre la mesa en el bar de Broadway, despeinó el cabello de John y dijo: "También es algo bueno, porque estuviste tres meses en el camino". Anna dio a luz a los dos hijos de Elias, John primero y Eugene (Gene) dos años después.

## La Orquesta Sinfónica de Hollywood Bowl
Elias fue el arreglista y uno de los intérpretes del espectáculo de Eddie Cantor; cuando se mudó a Hollywood. Anna, Gene y John se mudaron allí con Elias. Llegaron a Hollywood en 1937 y se mudaron a un vecindario maravilloso donde Bob Hope vivía al final de la calle. Durante este tiempo, había tantos músicos sin trabajo que Elias formó lo que más tarde se convirtió en la Orquesta Sinfónica de Hollywood Bowl y comenzó a escribir música para películas. Estando ahí, desfalcó toda la nómina de la orquesta, y se fue a la Ciudad de México, huyendo, porque México aún no tenía un tratado de extradición con Estados Unidos. Los músicos de la orquesta, sabiendo que Elias los había estafado, todavía le prepararon un pergamino, dando testimonio de su maestría musical y por darles un paso adelante en sus carreras. Elias mantuvo ese pergamino en la pared durante muchos años.

## En México
En la década de los 40 se traslada a México y se convierte en artista exclusivo de la emisora XEB Radio de la Ciudad de México, la más antigua del país componiendo partituras para el Cine de México incluyendo la película de Cantinflas Ni sangre ni arena. Allí tuvo una hija que se convirtió en una famosa artista y violinista, Olga Breeskin.
En 1941, Anna, Gene y John Breeskin se unieron a Elias en la Ciudad de México, donde se había convertido en director musical de XEW, la estación de radio más importante del país. John Breeskin describe una Navidad sentado en el palco de la sala principal de la orquesta en la Ciudad de México, cerca del presidente de México, y viendo a su padre Elias subir al escenario, levantar su batuta y dar el ritmo fuerte de El cascanueces de Tchaikovsky.

## En prisión
En mayo de 1945, Elias fue arrestado y llevado a la cárcel como preso político debido a sus deudas de juego y por estar en el lado equivocado del proceso político; fue enviado a la prisión de las Islas Marías donde su compañero de celda era Ramón Mercader, asesino de León Trotski. Estuvo retenido allí durante casi un año.
Durante este tiempo terminó su matrimonio. Después de que Elias salió de la cárcel, se casó con su tercera esposa Lena Torres, con quien tuvo una hija, Olga, y un hijo Elías Junior, también un consumado violinista. Mientras estaba en prisión, antes de ser indultado por el presidente de México, Elias escribió La ciudad de los muertos basándose en sus experiencias en prisión. Esto fue muy bien recibido cuando lo realizó en el Palacio de las Bellas Artes de la Ciudad de México.

## Fallecimiento
Elias, quien nunca se molestó en mirar a su alrededor cuando cruzaba la calle, fue atropellado por un automóvil y se rompió la cadera. Le reemplazaron la cadera, pero se la volvió a romper. Murió de neumonía mientras dormía, el viernes 9 de mayo de 1969, a la edad de 73 años.